# 사우고등학교
사우고등학교(沙隅高等學校)는 대한민국 경기도 김포시 사우동에 위치한 공립 고등학교이다.

## 학교 연혁
- 2000년 1월 8일 : 사우고등학교 27학급 설립 인가(특수학급 3학급 포함)
- 2000년 3월 1일 : 개교 및 초대 교장 김기열 박사 취임
- 2001년 1월 18일 : 2001∼2002학년도 도지정 연구학교 지정(7차교육과정)
- 2001년 12월 22일 : 사우고등학교 태권도부 창단
- 2010년 3월 2일 : 교과교실제 전면 시행(국어, 영어, 수학, 과학, 사회)
- 2010년 10월 5일 : '새빛'도서관 개관
- 2017년 12월 22일 : 학교폭력예방교육 연구학교 선정
- 2017년 12월 28일 : 고교학점제 선도학교 선정(2018-2020)
- 2018년 2월 28일 : 제16회 졸업식(졸업생 368명, 누계 6,261명)
- 2019년 7월 27일 : 융합(국제, 제2외국어) 교과중점학교 선정
- 2020년 3월 1일 : 고교학점제 선도학교 운영
- 2020년 7월 8일 : 경기미래학교 학생중심 공간혁신학교 선정
- 2021년 7월 20일 : 교육부지정 에듀테크활용 온라인공동교육 거점센터 선정
- 2023년 2월 3일 : 제21회 졸업식(347명)
- 2023년 3월 2일 : 제24회 입학식(457명)
- 2023년 3월 2일 : 제7대 황선숙 교장 취임
- 2023년 4월 3일 : AI활용 맞춤형 교육 시범학교 선정

## 참고 자료
- 사우고등학교 - 한국교육학술정보원 학교알리미